# 842 Kerstin
842 Kerstin è un asteroide della fascia principale del diametro medio di circa 39,16 km. Scoperto nel 1916, presenta un'orbita caratterizzata da un semiasse maggiore pari a 3,2363194 UA e da un'eccentricità di 0,1252908, inclinata di 14,55686° rispetto all'eclittica.
L'origine del suo nome è sconosciuta.